# Via dei Coronari
Via dei Coronari è una famosa strada di Roma, lunga circa 500 metri, che parte da vicolo del Curato e termina a Piazza di Tor Sanguigna nel rione Ponte. Nella via è presente anche l'omonimo teatro.
Appare in numerose opere del cinema italiano, fra cui ad esempio Identificazione di una donna di Michelangelo Antonioni.
Deve il nome ai venditori di oggetti sacri, in particolare corone del rosario, che qui vendevano la loro merce ai pellegrini in transito sulla via per la Basilica di San Pietro.

## Storia
L'origine della strada risale al Medioevo ed era allora denominata Via Recta, dato che essa era una delle poche strade di andamento regolare presenti a Roma in quel tempo; inoltre, era la via più veloce per raggiungere San Pietro dal Porto di Ripetta. Per questo motivo, la via era molto frequentata dai pellegrini e, di conseguenza, dai venditori di "corone" (appunto i coronari, che danno il nome alla strada) e di immagini sacre che qui stabilirono le loro botteghe.
A partire dall'inizio del XVI secolo la strada e le aree limitrofe erano abitate da alcune tra le principali cortigiane (meretrici di alto bordo) dell'epoca, tra cui le celebri Imperia e Fiammetta.
Sempre in questo periodo la strada viene convenzionalmente divisa in due parti: la prima denominata Scorticlaria, per via dei numerosi venditori di cuoio presenti, e la seconda Immagine di Ponte, per via dell'edicola sacra qui realizzata nel 1523 da Antonio da Sangallo il Giovane sul palazzo del cardinale Serra di Monserrato. L'immagine, che rappresenta una Incoronazione della Vergine- oggi mal leggibile, ma ancora nella collocazione originaria - fu commissionata da Antonio da Sangallo il Giovane a Perin del Vaga.

La via era nota sino agli anni sessanta del Novecento per i numerosi negozi di rigattieri che la caratterizzavano, trasformatisi poi in negozi di antiquariato. Negli anni recenti, il numero di questi ultimi è in costante riduzione, man mano che l'antiquariato viene sostituito da generi merceologici di minor pregio (abbigliamento, chincaglierie).

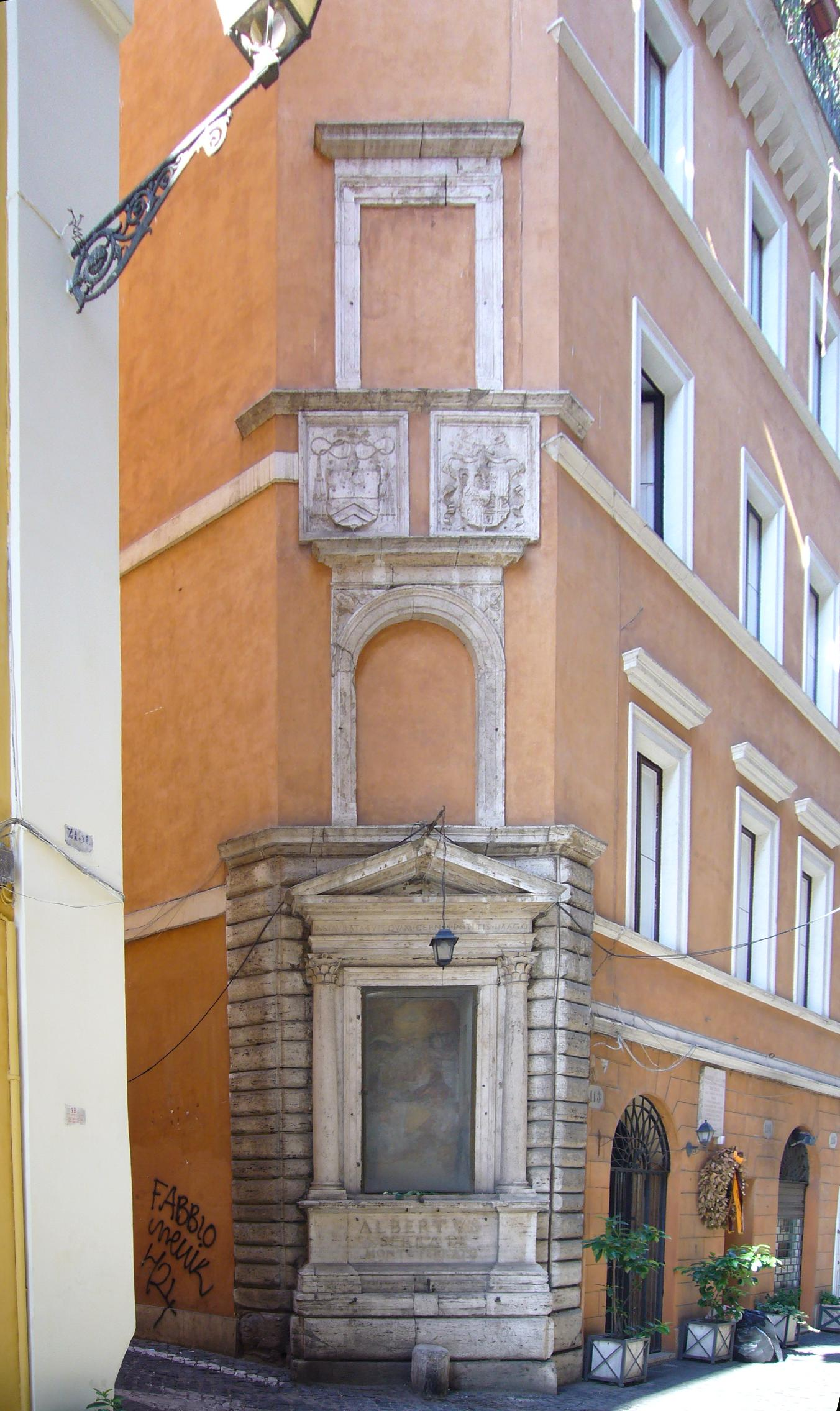
L'Immagine di Ponte

## Edifici notevoli
Nella via si aprono altre edicole sacre e molte case rinascimentali, fra cui ad esempio la cosiddetta "casa di Raffaello" ai numeri 122 e 123. Da ricordare è al numero 157 la casa appunto di Fiammetta, amante di Cesare Borgia.
Notevoli i palazzi sulla via: Palazzo Mancini Lucci all’11; Palazzo Bonaventura al 28; Palazzo Salimei al numero 32; Palazzetto Sala Fioravanti al 45; Palazzo Mazzei Del Drago al 147; Palazzetto Mochi al 148.
Di grande impatto in particolare è Palazzo del Drago al numero 44: esso costituì la prima residenza a Roma della famiglia principesca di origine viterbese Del Drago e venne costruito nel 1557 su alcune case acquistate. Esso presenta una facciata a bugnato in stucco; al piano terra vi è il portale decentrato con bugne a raggiera ed una serie di botteghe; al primo e al secondo piano vi sono nove finestre ravvicinate a due a due, con architrave sorretto da mensole quelle del primo, ad arco sormontato da architrave quelle del secondo piano. Il cornicione sorretto da modiglioni è ornato da rosette.
Nell’attigua piazza San Simeone si affaccia infine Palazzo Lancellotti ai Coronari, davanti alla fontana di piazza san Simeone.